# Newby, Scarborough
Newby är en ort i civil parish Newby and Scalby, i kommunen North Yorkshire, i grevskapet North Yorkshire, i England. Ward hade 6 286 invånare år 2021. Newby var en civil parish från 1866 till 1886 då den blev en del av Throxenby. Civil parish hade 74 invånare år 1881.